# Adolf Dickfeld
Adolf Dickfeld (20 de fevereiro de 1910 - 17 de maio de 2009) foi um oficial alemão que serviu na Luftwaffe durante a Segunda Guerra Mundial. Foi condecorado com a Cruz de Cavaleiro da Cruz de Ferro com Folhas de Carvalho.

## Condecorações
| Cruz de Ferro (1939) 2ª Classe                                  | 13 de dezembro de 1939 |
| Cruz de Ferro (1939) 1ª Classe                                  | 12 de janeiro de 1940  |
| Troféu de Honra da Luftwaffe                                    | 15 de dezembro de 1941 |
| Cruz Germânica em Ouro                                          | 22 de janeiro de 1942  |
| Cruz de Cavaleiro da Cruz de Ferro                              | 19 de março de 1942    |
| Cruz de Cavaleiro da Cruz de Ferro com Folhas de Carvalho nº 94 | 19 de maio de 1942     |
| Ordem do Mérito Militar da Bulgária                             |                        |
| Mencionado na Wehrmachtbericht                                  | 15 de maio de 1942     |